# لیلا خالد
لیلا خالد (به عربی: لیلی خالد) (زادهٔ ۹ آوریل ۱۹۴۴) عضو شورای مرکزی جبهه مردمی برای آزادی فلسطین و عضو فعلی شورای ملی فلسطین نهاد قانون‌گذاری سازمان آزادی‌بخش فلسطین است.
خالد به دلیل نقشی که در دو هواپیماربایی که در سال ۱۹۶۹ و ۱۹۷۰ داشت، مشهور گردید. این دو هواپیماربایی بخشی از فعالیت‌هایی بود که به سازمان سپتامبر سیاه مربوط است.

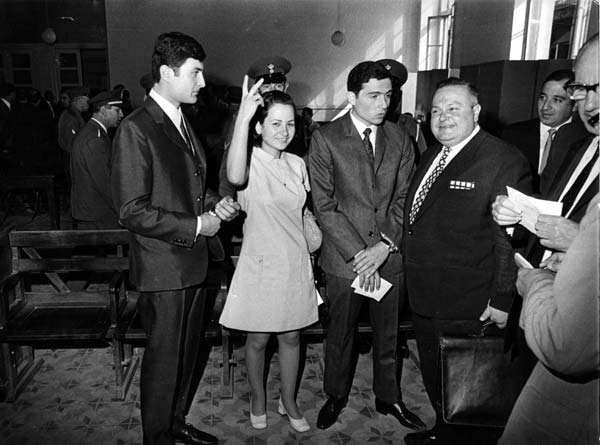
لیلا خالد در سال ۱۹۷۰ پس از آزادی و بازگشت از انگلستان

## هواپیماربایی‌ها

دیوار بیت لحم با گرافیتی که لیلا خالد را به تصویر می‌کشد. نزدیکی دروازه دیوار به بیت لحم در ۲۰۱۲-۰۵-۲۷.

در ۲۹ اوت سال ۱۹۶۹، خالد عضوی از گروهی بود که هواپیمای بوئینگ ۷۰۷ پرواز شمارهٔ ۸۴۰ تی‌دبلیوای که در مسیر رم به آتن در پرواز بود را ربودند و آن را در دمشق فرود آوردند. در طول این پرواز، خلبان هواپیما را مجبور کردند که از فراز حیفا بگذرد تا خالد بتواند محل تولدش را (که اجازه نداشت به آنجا بازگردد) را ببیند. با وجود انفجاری که در هواپیما رخ داد کسی در این واقعه صدمه ندید. پس از این هواپیماربایی، خالد برای مخفی‌سازی هویتش تحت چند عمل جراحی پلاستیک قرار گرفت.
در ۶ سپتامبر سال ۱۹۷۰، خالد و پاتریک آرگوئلو، از تابعین نیکاراگوئه، به ربودن پرواز شمارهٔ ۲۱۹ هواپیمایی ال‌عال که از آمستردام به مقصد نیویورک در حال پرواز بود، اقدام نمودند. این رویداد بخشی از چند هواپیماربایی هم‌زمان بود که توسط جبهه مردمی برای آزادی فلسطین برنامه‌ریزی شده بود. آرگوئلو در این هواپیماربایی کشته و خالد دستگیر شد. خلبان هواپیما را به سمت فرودگاه هیث‌رو در لندن هدایت نمود و خالد در آنجا به پلیس تحویل داده شد.
در ۱ اکتبر همان سال، دولت انگلستان خالد را در یک برنامهٔ تبادل زندانیان آزاد کرد. یک سال بعد جبهه مردمی برای آزادی فلسطین هواپیماربایی را به عنوان یک روش تاکتیکی کنار گذاشت.
در سال ۲۰۰۶، لینا مقبول فیلمساز سوئدی فلسطینی‌تبار، فیلم مستندی در مورد لیلا خالد با نام «لیلا خالد: هواپیماربا» ساخت.